# 長野県の廃止市町村一覧
長野県の廃止市町村一覧（ながのけんのはいししちょうそんいちらん）は、長野県における市制・町村制施行（1889年4月1日）後に、市町村合併や他の自治体に統合されることなどにより廃止した市町村の一覧である。単なる名称の変更は対象としない。
- 町村が「町制」・「市制」を施行し町・市となるケース
  - 「市町村」以外の表記名を変更しなかった自治体は一覧に含まれない。（例：松本町 → 松本市）
  - 町制・市制を施行した際に名称を変更した場合も一覧に含まれない。（例：永明村 → ちの町）
- 市町村が名称変更した場合は一覧に含まれない。
- 所属郡が変更になった場合は一覧に含まれない。
- 政令市の廃止区は一覧に含まれない。
- 市町村合併で廃止した市町村のケース
  - 編入合併した場合の、存続市町村は廃止に当たらないので一覧に含まれない。
  - 編入合併した場合の、廃止した市町村は一覧に含まれる。
  - 新設合併した場合の、廃止した市町村は一覧に含まれる。
  - 新設合併した場合の、名称が残った市町村も一覧に含まれる。（例：旧・佐久市 → 新・佐久市）
- 分割や分立をしたケース
  - 分割で廃止した市町村は一覧に含まれる。（例：科布村 → 小倉村・三田村に分割、科布村は廃止）
  - 分立で存続した市町村は一覧に含まれない。（例：上山田村の一部 → 力石村。上山田村は存続）

日本国における市区町村の合併の経緯や法的根拠に関しては、日本の市町村の廃置分合を参照されたい。

## 1899年以前
- 南安曇郡科布村 （1893年5月17日）南安曇郡小倉村・三田村に分割のため

## 1900年～1919年
この20年間に県内に廃止市町村なし

## 1920年～1929年
- 小県郡城下村 （1921年9月10日）上田市に編入のため
- 上水内郡吉田町 （1923年7月1日）長野市に編入のため
- 上水内郡芹田村 （1923年7月1日）長野市に編入のため
- 上水内郡三輪村 （1923年7月1日）長野市に編入のため
- 上水内郡古牧村 （1923年7月1日）長野市に編入のため
- 更級郡笹井村 （1924年7月1日）更級郡川中島村新設のため
- 更級郡今里村 （1924年7月1日）更級郡川中島村新設のため
- 東筑摩郡松本村 （1925年2月1日）松本市に編入のため
- 更級郡（旧）篠ノ井町 （1928年4月1日）更級郡篠ノ井町新設のため
- 更級郡栄村 （1928年4月1日）更級郡篠ノ井町新設のため

## 1930年～1939年
- 下伊那郡波合村 （1934年4月1日）下伊那郡浪合村・平谷村に分割のため
- 上高井郡日滝村 （1936年12月1日）上高井郡須坂町に編入のため
- 下伊那郡飯田町 （1937年4月1日）飯田市新設のため
- 下伊那郡上飯田町 （1937年4月1日）飯田市新設のため

## 1940年～1949年
- 諏訪郡上諏訪町 （1941年8月10日）諏訪市新設のため
- 諏訪郡豊田村 （1941年8月10日）諏訪市新設のため
- 諏訪郡四賀村 （1941年8月10日）諏訪市新設のため
- 北佐久郡西長倉村 （1942年5月8日）北佐久郡軽井沢町に編入のため
- 下伊那郡豊村 （1948年7月1日）下伊那郡売木村・和合村に分割のため
- 小県郡（旧）東塩田村 （1949年9月1日）小県郡東塩田村新設のため
- 小県郡富士山村 （1949年9月1日）小県郡東塩田村新設のため

## 1950年～1959年
1953年に町村合併促進法が、1956年に新市町村建設促進法が施行された。これにより長野県においても1961年までの間に市町村合併が大規模に推進された。いわゆる「昭和の大合併」の時期に相当する。
- 更級郡（旧）篠ノ井町 （1950年7月1日）更級郡篠ノ井町新設のため
- 更級郡川柳村 （1950年7月1日）更級郡篠ノ井町新設のため
- 更級郡東福寺村 （1950年7月1日）更級郡篠ノ井町新設のため
- 埴科郡（旧）松代町 （1951年4月3日）埴科郡松代町新設のため
- 埴科郡清野村 （1951年4月3日）埴科郡松代町新設のため
- 埴科郡東条村 （1951年4月3日）埴科郡松代町新設のため
- 北佐久郡（旧）小諸町 （1954年2月11日）北佐久郡小諸町新設のため
- 北佐久郡大里村 （1954年2月1日）北佐久郡小諸町新設のため
- 北佐久郡川辺村 （1954年2月1日）北佐久郡小諸町新設のため
- 北佐久郡北大井村 （1954年2月1日）北佐久郡小諸町新設のため
- 上高井郡（旧）須坂町 （1954年2月11日）上高井郡須坂町新設のため
- 上高井郡豊洲村 （1954年2月11日）上高井郡須坂町新設のため
- 上高井郡日野村 （1954年2月11日）上高井郡須坂町新設のため
- 南佐久郡（旧）野沢町 （1954年4月1日）南佐久郡野沢町新設のため
- 南佐久郡桜井村 （1954年4月1日）南佐久郡野沢町新設のため
- 南佐久郡岸野村 （1954年4月1日）南佐久郡野沢町新設のため
- 南佐久郡前山村 （1954年4月1日）南佐久郡野沢町新設のため
- 南佐久郡大沢村 （1954年4月1日）南佐久郡野沢町新設のため
- 北佐久郡小諸町 （1954年4月1日）小諸市新設のため
- 北佐久郡南大井村 （1954年4月1日）小諸市新設のため
- 北佐久郡三岡村 （1954年4月1日）小諸市新設のため
- 小県郡川辺村 （1954年4月1日）上田市に編入のため
- 小県郡塩尻村 （1954年4月1日）上田市に編入のため
- 上水内郡水内村 （1954年4月1日）上水内郡久米路村新設のため
- 上水内郡津和村 （1954年4月1日）上水内郡久米路村新設のため
- 上水内郡古里村 （1954年4月1日）長野市に編入のため
- 上水内郡柳原村 （1954年4月1日）長野市に編入のため
- 上水内郡浅川村 （1954年4月1日）長野市に編入のため
- 上水内郡大豆島村 （1954年4月1日）長野市に編入のため
- 上水内郡朝陽村 （1954年4月1日）長野市に編入のため
- 上水内郡若槻村 （1954年4月1日）長野市に編入のため
- 上水内郡長沼村 （1954年4月1日）長野市に編入のため
- 上水内郡安茂里村 （1954年4月1日）長野市に編入のため
- 上水内郡小田切村 （1954年4月1日）長野市に編入のため
- 上水内郡芋井村 （1954年4月1日）長野市に編入のため
- 東筑摩郡島内村 （1954年4月1日）松本市に編入のため
- 東筑摩郡島立村 （1954年4月1日）松本市に編入のため
- 東筑摩郡中山村 （1954年4月1日）松本市に編入のため
- 上伊那郡伊那町 （1954年4月1日）伊那市新設のため
- 上伊那郡富県村 （1954年4月1日）伊那市新設のため
- 上伊那郡美篶村 （1954年4月1日）伊那市新設のため
- 上伊那郡手良村 （1954年4月1日）伊那市新設のため
- 上伊那郡東春近村 （1954年4月1日）伊那市新設のため
- 上伊那郡西箕輪村 （1954年4月1日）伊那市新設のため
- 南安曇郡明盛村 （1954年6月1日）南安曇郡三郷村新設のため
- 南安曇郡小倉村 （1954年6月1日）南安曇郡三郷村新設のため
- 南安曇郡温村 （1954年6月1日）南安曇郡三郷村新設のため
- 更級郡（旧）篠ノ井町 （1954年7月1日）更級郡篠ノ井町新設のため
- 更級郡共和村 （1954年7月1日）更級郡篠ノ井町新設のため
- 上水内郡鳥居村 （1954年7月1日）上水内郡豊野村新設のため
- 上水内郡神郷村 （1954年7月1日）上水内郡豊野村新設のため
- 下高井郡中野町 （1954年7月1日）中野市新設のため
- 下高井郡日野村 （1954年7月1日）中野市新設のため
- 下高井郡延徳村 （1954年7月1日）中野市新設のため
- 下高井郡平野村 （1954年7月1日）中野市新設のため
- 下高井郡長丘村 （1954年7月1日）中野市新設のため
- 下高井郡平岡村 （1954年7月1日）中野市新設のため
- 下高井郡高丘村 （1954年7月1日）中野市新設のため
- 下高井郡科野村 （1954年7月1日）中野市新設のため
- 下高井郡倭村 （1954年7月1日）中野市新設のため
- 北安曇郡大町 （1954年7月1日）大町市新設のため
- 北安曇郡平村 （1954年7月1日）大町市新設のため
- 北安曇郡常盤村 （1954年7月1日）大町市新設のため
- 北安曇郡社村 （1954年7月1日）大町市新設のため
- 上伊那郡赤穂町 （1954年7月1日）駒ヶ根市新設のため
- 上伊那郡宮田町 （1954年7月1日）駒ヶ根市新設のため
- 上伊那郡中沢村 （1954年7月1日）駒ヶ根市新設のため
- 上伊那郡伊那村 （1954年7月1日）駒ヶ根市新設のため
- 下水内郡飯山町 （1954年8月1日）飯山市新設のため
- 下水内郡秋津村 （1954年8月1日）飯山市新設のため
- 下水内郡常盤村 （1954年8月1日）飯山市新設のため
- 下水内郡柳原村 （1954年8月1日）飯山市新設のため
- 下水内郡外様村 （1954年8月1日）飯山市新設のため
- 下高井郡木島村 （1954年8月1日）飯山市新設のため
- 下高井郡瑞穂村 （1954年8月1日）飯山市新設のため
- 東筑摩郡新村 （1954年8月1日）松本市に編入のため
- 東筑摩郡和田村 （1954年8月1日）松本市に編入のため
- 東筑摩郡神林村 （1954年8月1日）松本市に編入のため
- 東筑摩郡笹賀村 （1954年8月1日）松本市に編入のため
- 東筑摩郡芳川村 （1954年8月1日）松本市に編入のため
- 東筑摩郡寿村 （1954年8月1日）松本市に編入のため
- 東筑摩郡岡田村 （1954年8月1日）松本市に編入のため
- 東筑摩郡今井村 （1954年8月1日）松本市に編入のため
- 東筑摩郡里山辺村 （1954年8月1日）松本市に編入のため
- 東筑摩郡入山辺村 （1954年8月1日）松本市に編入のため
- 小県郡西内村 （1954年10月1日）小県郡丸子町に編入のため
- 小県郡東内村 （1954年10月1日）小県郡丸子町に編入のため
- 埴科郡（旧）埴生町 （1954年10月1日）埴科郡埴生町新設のため
- 埴科郡杭瀬下村 （1954年10月1日）埴科郡埴生町新設のため
- 上高井郡（旧）小布施町 （1954年11月1日）上高井郡小布施町新設のため
- 上高井郡都住村 （1954年11月1日）上高井郡小布施町新設のため
- 南安曇郡（旧）穂高町 （1954年11月3日）南安曇郡穂高町新設のため
- 南安曇郡西穂高村 （1954年11月3日）南安曇郡穂高町新設のため
- 南安曇郡北穂高村 （1954年11月3日）南安曇郡穂高町新設のため
- 南安曇郡有明村 （1954年11月3日）南安曇郡穂高町新設のため
- 北佐久郡岩村田町 （1954年12月20日）北佐久郡浅間町新設のため
- 北佐久郡平根村 （1954年12月20日）北佐久郡浅間町新設のため
- 北佐久郡高瀬村 （1954年12月20日）北佐久郡浅間町新設のため
- 北佐久郡中佐都村 （1954年12月20日）北佐久郡浅間町新設のため
- 更級郡稲里村 （1955年1月1日）更級郡更北村新設のため
- 更級郡真島村 （1955年1月1日）更級郡更北村新設のため
- 更級郡青木島村 （1955年1月1日）更級郡更北村新設のため
- 更級郡小島田村 （1955年1月1日）更級郡更北村新設のため
- 上高井郡井上村 （1955年1月1日）須坂市に編入のため
- 上高井郡高甫村 （1955年1月1日）須坂市に編入のため
- 上高井郡仁礼村 （1955年1月1日）上高井郡東村新設のため
- 上高井郡豊丘村 （1955年1月1日）上高井郡東村新設のため
- 諏訪郡湊村 （1955年1月1日）岡谷市に編入のため
- 上伊那郡中箕輪町 （1955年1月1日）上伊那郡箕輪町新設のため
- 上伊那郡箕輪村 （1955年1月1日）上伊那郡箕輪町新設のため
- 上伊那郡東箕輪村 （1955年1月1日）上伊那郡箕輪町新設のため
- 北佐久郡南御牧村 （1955年1月15日）北佐久郡浅科村新設のため
- 北佐久郡中津村 （1955年1月15日）北佐久郡浅科村新設のため
- 北佐久郡五郎兵衛新田村 （1955年1月15日）北佐久郡浅科村新設のため
- 南安曇郡（旧）豊科町 （1955年1月15日）南安曇郡豊科町新設のため
- 南安曇郡南穂高村 （1955年1月15日）南安曇郡豊科町新設のため
- 南安曇郡高家村 （1955年1月15日）南安曇郡豊科町新設のため
- 東筑摩郡上川手村 （1955年1月15日）分割し、南安曇郡豊科町新設、東筑摩郡中川手村に編入のため
- 南佐久郡栄村 （1955年2月1日）南佐久郡佐久町新設のため
- 南佐久郡海瀬村 （1955年2月1日）南佐久郡佐久町新設のため
- 北佐久郡三井村 （1955年2月1日）北佐久郡東村新設のため
- 北佐久郡志賀村 （1955年2月1日）北佐久郡東村新設のため
- 上水内郡栄村 （1955年2月1日）上水内郡中条村新設のため
- 上水内郡日里村 （1955年2月1日）分割し、上水内郡中条村新設、鬼無里村に編入のため
- 下高井郡上木島村 （1955年2月1日）下高井郡木島平村新設のため
- 下高井郡往郷村 （1955年2月1日）下高井郡木島平村新設のため
- 下高井郡穂高村 （1955年2月1日）下高井郡木島平村新設のため
- 諏訪郡川岸村 （1955年2月1日）岡谷市に編入のため
- 諏訪郡ちの町 （1955年2月1日）諏訪郡茅野町新設のため
- 諏訪郡米沢村 （1955年2月1日）諏訪郡茅野町新設のため
- 諏訪郡北山村 （1955年2月1日）諏訪郡茅野町新設のため
- 諏訪郡湖東村 （1955年2月1日）諏訪郡茅野町新設のため
- 諏訪郡豊平村 （1955年2月1日）諏訪郡茅野町新設のため
- 諏訪郡玉川村 （1955年2月1日）諏訪郡茅野町新設のため
- 諏訪郡泉野村 （1955年2月1日）諏訪郡茅野町新設のため
- 諏訪郡金沢村 （1955年2月1日）諏訪郡茅野町新設のため
- 諏訪郡宮川村 （1955年2月1日）諏訪郡茅野町新設のため
- 上水内郡新町 （1955年3月31日）上水内郡信州新町新設のため
- 更級郡日原村 （1955年3月31日）上水内郡信州新町新設のため
- 更級郡信級村 （1955年3月31日）上水内郡信州新町新設のため
- 北佐久郡芦田村 （1955年4月1日）北佐久郡立科村新設のため
- 北佐久郡横鳥村 （1955年4月1日）北佐久郡立科村新設のため
- 北佐久郡三都和村 （1955年4月1日）北佐久郡立科村新設のため
- 小県郡依田村 （1955年4月1日）小県郡丸子町に編入のため
- 小県郡長瀬村 （1955年4月1日）小県郡丸子町に編入のため
- 更級郡中津村 （1955年4月1日）更級郡昭和村新設のため
- 更級郡御厨村 （1955年4月1日）更級郡昭和村新設のため
- 更級郡稲荷山町 （1955年4月1日）更級郡桑原稲荷山町新設のため
- 更級郡桑原村 （1955年4月1日）更級郡桑原稲荷山町新設のため
- 更級郡信里村 （1955年4月1日）更級郡篠ノ井町に編入のため
- 埴科郡（旧）坂城町 （1955年4月1日）埴科郡坂城町新設のため
- 埴科郡中之条村 （1955年4月1日）埴科郡坂城町新設のため
- 埴科郡南条村 （1955年4月1日）埴科郡坂城町新設のため
- 埴科郡屋代町 （1955年4月1日）埴科郡埴科屋代町新設のため
- 埴科郡雨宮県村 （1955年4月1日）埴科郡埴科屋代町新設のため
- 埴科郡森村 （1955年4月1日）埴科郡埴科屋代町新設のため
- 埴科郡（旧）戸倉町 （1955年4月1日）埴科郡戸倉町新設のため
- 更級郡更級村 （1955年4月1日）埴科郡戸倉町新設のため
- 埴科郡（旧）松代町 （1955年4月1日）埴科郡松代町新設のため
- 埴科郡豊栄村 （1955年4月1日）埴科郡松代町新設のため
- 埴科郡寺尾村 （1955年4月1日）埴科郡松代町新設のため
- 更級郡西寺尾村 （1955年4月1日）埴科郡松代町新設のため
- 上水内郡中郷村 （1955年4月1日）上水内郡牟礼村新設のため
- 上水内郡高岡村 （1955年4月1日）上水内郡牟礼村新設のため
- 上水内郡北小川村 （1955年4月1日）上水内郡小川村新設のため
- 上水内郡南小川村 （1955年4月1日）上水内郡小川村新設のため
- 下高井郡平穏町 （1955年4月1日）下高井郡山ノ内町新設のため
- 下高井郡穂波村 （1955年4月1日）下高井郡山ノ内町新設のため
- 下高井郡夜間瀬村 （1955年4月1日）下高井郡山ノ内町新設のため
- 北安曇郡（旧）池田町 （1955年4月1日）北安曇郡池田町新設のため
- 北安曇郡会染村 （1955年4月1日）北安曇郡池田町新設のため
- 南安曇郡烏川村 （1955年4月1日）南安曇郡堀金村新設のため
- 南安曇郡三田村 （1955年4月1日）南安曇郡堀金村新設のため
- 南安曇郡梓村 （1955年4月1日）南安曇郡梓川村新設のため
- 南安曇郡倭村 （1955年4月1日）南安曇郡梓川村新設のため
- 東筑摩郡中川手村 （1955年4月1日）東筑摩郡明科町新設のため
- 東筑摩郡東川手村 （1955年4月1日）東筑摩郡明科町新設のため
- 東筑摩郡会田村 （1955年4月1日）東筑摩郡四賀村新設のため
- 東筑摩郡錦部村 （1955年4月1日）東筑摩郡四賀村新設のため
- 東筑摩郡中川村 （1955年4月1日）東筑摩郡四賀村新設のため
- 東筑摩郡五常村 （1955年4月1日）東筑摩郡四賀村新設のため
- 諏訪郡湖南村 （1955年4月1日）諏訪市に編入のため
- 諏訪郡中洲村 （1955年4月1日）諏訪市に編入のため
- 諏訪郡富士見村 （1955年4月1日）諏訪郡富士見町新設のため
- 諏訪郡本郷村 （1955年4月1日）諏訪郡富士見町新設のため
- 諏訪郡落合村 （1955年4月1日）諏訪郡富士見町新設のため
- 諏訪郡境村 （1955年4月1日）諏訪郡富士見町新設のため
- 上伊那郡（旧）辰野町 （1955年4月1日）上伊那郡辰野町新設のため
- 上伊那郡朝日村 （1955年4月1日）上伊那郡辰野町新設のため
- 下伊那郡神稲村 （1955年4月1日）下伊那郡豊丘村新設のため
- 下伊那郡河野村 （1955年4月1日）下伊那郡豊丘村新設のため
- 下伊那郡八重河内村 （1955年4月1日）下伊那郡遠山村新設のため
- 下伊那郡和田村 （1955年4月1日）下伊那郡遠山村新設のため
- 下伊那郡南和田村 （1955年4月1日）下伊那郡遠山村新設のため
- 更級郡（旧）上山田町 （1955年7月1日）更級郡上山田町新設のため
- 更級郡力石村 （1955年7月1日）更級郡上山田町新設のため
- 埴科郡（旧）戸倉町 （1955年4月1日～7月1日）埴科郡戸倉町新設のため
- 埴科郡五加村 （1955年7月1日）分割し、埴科郡戸倉町新設、埴生町に編入のため
- 上水内郡柏原村 （1955年7月1日）上水内郡信濃村新設のため
- 上水内郡富士里村 （1955年7月1日）上水内郡信濃村新設のため
- 南佐久郡（旧）臼田町 （1955年8月1日）南佐久郡臼田町新設のため
- 南佐久郡切原村 （1955年8月1日）南佐久郡臼田町新設のため
- 小県郡西塩田村 （1956年5月1日）小県郡塩田町新設のため
- 小県郡中塩田村 （1956年5月1日）小県郡塩田町新設のため
- 小県郡東塩田村 （1956年5月1日）小県郡塩田町新設のため
- 小県郡別所村 （1956年5月1日）小県郡塩田町新設のため
- 更級郡信田村 （1956年6月1日）更級郡信更村新設のため
- 更級郡更府村 （1956年6月1日）更級郡信更村新設のため
- 南佐久郡（旧）中込町 （1956年8月1日）南佐久郡中込町新設のため
- 南佐久郡平賀村 （1956年8月1日）南佐久郡中込町新設のため
- 南佐久郡内山村 （1956年8月1日）南佐久郡中込町新設のため
- 小県郡田中町 （1956年9月30日）小県郡東部町新設のため
- 小県郡祢津村 （1956年9月30日）小県郡東部町新設のため
- 小県郡和村 （1956年9月30日）小県郡東部町新設のため
- 下伊那郡大島村 （1956年9月30日）下伊那郡松川町新設のため
- 上伊那郡上片桐村 （1956年9月30日）下伊那郡松川町新設のため
- 南佐久郡小海村 （1956年9月30日）南佐久郡小海町新設のため
- 南佐久郡北牧村 （1956年9月30日）南佐久郡小海町新設のため
- 南佐久郡大日向村 （1956年9月30日）南佐久郡佐久町に編入のため
- 南佐久郡畑八村 （1956年9月30日）南佐久郡八千穂村新設のため
- 南佐久郡穂積村 （1956年9月30日）南佐久郡八千穂村新設のため
- 南佐久郡田口村 （1956年9月30日）南佐久郡田口青沼村新設のため
- 南佐久郡青沼村 （1956年9月30日）南佐久郡田口青沼村新設のため
- 北佐久郡御代田村 （1956年9月30日）北佐久郡御代田町新設のため
- 北佐久郡伍賀村 （1956年9月30日）北佐久郡御代田町新設のため
- 北佐久郡小沼村 （1956年9月30日）北佐久郡御代田町新設のため
- 小県郡塩川村 （1956年9月30日）小県郡丸子町に編入のため
- 小県郡長窪古町 （1956年9月30日）小県郡長門町新設のため
- 小県郡長久保新町 （1956年9月30日）小県郡長門町新設のため
- 小県郡大門村 （1956年9月30日）小県郡長門町新設のため
- 小県郡泉田村 （1956年9月30日）上田市に編入のため
- 小県郡神川村 （1956年9月30日）上田市に編入のため
- 小県郡豊里村 （1956年9月30日）小県郡豊殿村新設のため
- 小県郡殿城村 （1956年9月30日）小県郡豊殿村新設のため
- 更級郡川中島村 （1956年9月30日）更級郡川中島町新設のため
- 更級郡昭和村 （1956年9月30日）更級郡川中島町新設のため
- 更級郡牧郷村 （1956年9月30日）分割し、更級郡大岡村、上水内郡信州新町に編入のため
- 埴科郡倉科村 （1956年9月30日）埴科郡屋代町に編入のため
- 埴科郡西条村 （1956年9月30日）埴科郡松代町に編入のため
- 上水内郡信濃村 （1956年9月30日）上水内郡信濃町新設のため
- 上水内郡信濃尻村 （1956年9月30日）上水内郡信濃町新設のため
- 上水内郡古間村 （1956年9月30日）上水内郡信濃町新設のため
- 上高井郡高井村 （1956年9月30日）上高井郡高山村新設のため
- 上高井郡山田村 （1956年9月30日）上高井郡高山村新設のため
- 下高井郡（旧）野沢温泉村 （1956年9月30日）下高井郡野沢温泉村新設のため
- 下高井郡市川村 （1956年9月30日）下高井郡野沢温泉村新設のため
- 下水内郡豊井村 （1956年9月30日）下水内郡豊田村新設のため
- 下水内郡永田村 （1956年9月30日）下水内郡豊田村新設のため
- 下水内郡太田村 （1956年9月30日）飯山市に編入のため
- 下水内郡岡山村 （1956年9月30日）飯山市に編入のため
- 下水内郡水内村 （1956年9月30日）下水内郡栄村新設のため
- 下高井郡堺村 （1956年9月30日）下水内郡栄村新設のため
- 北安曇郡神城村 （1956年9月30日）北安曇郡白馬村新設のため
- 北安曇郡北城村 （1956年9月30日）北安曇郡白馬村新設のため
- 東筑摩郡（旧）明科町 （1956年9月30日）東筑摩郡明科町新設のため
- 北安曇郡七貴村 （1956年9月30日）東筑摩郡明科町新設のため
- 東筑摩郡（旧）麻績村 （1956年9月30日）東筑摩郡麻績村新設のため
- 東筑摩郡日向村 （1956年9月30日）東筑摩郡麻績村新設のため
- 上伊那郡（旧）高遠町 （1956年9月30日）上伊那郡高遠町新設のため
- 上伊那郡長藤村 （1956年9月30日）上伊那郡高遠町新設のため
- 上伊那郡三義村 （1956年9月30日）上伊那郡高遠町新設のため
- 上伊那郡（旧）飯島町 （1956年9月30日）上伊那郡飯島町新設のため
- 上伊那郡七久保村 （1956年9月30日）上伊那郡飯島町新設のため
- 上伊那郡川島村 （1956年9月30日）上伊那郡辰野町に編入のため
- 旧・飯田市 （1956年9月30日）飯田市新設のため
- 下伊那郡座光寺村 （1956年9月30日）飯田市新設のため
- 下伊那郡松尾村 （1956年9月30日）飯田市新設のため
- 下伊那郡竜丘村 （1956年9月30日）飯田市新設のため
- 下伊那郡三穂村 （1956年9月30日）飯田市新設のため
- 下伊那郡伊賀良村 （1956年9月30日）飯田市新設のため
- 下伊那郡下久堅村 （1956年9月30日）飯田市新設のため
- 下伊那郡会地村 （1956年9月30日）下伊那郡阿智村新設のため
- 下伊那郡伍和村 （1956年9月30日）下伊那郡阿智村新設のため
- 下伊那郡智里村 （1956年9月30日）下伊那郡阿智村新設のため
- 下伊那郡神原村 （1956年9月30日）下伊那郡天龍村新設のため
- 下伊那郡平岡村 （1956年9月30日）下伊那郡天龍村新設のため
- 諏訪郡長地村 （1957年3月25日）岡谷市に編入のため
- 小県郡室賀村 （1957年3月31日）小県郡川西村新設のため
- 小県郡浦里村 （1957年3月31日）分割し、小県郡川西村新設、青木村に編入のため
- 北安曇郡広津村 （1957年3月31日）分割し、東筑摩郡生坂村新設、北安曇郡池田町・八坂村に編入のため
- 北安曇郡陸郷村 （1957年3月31日）分割し、東筑摩郡生坂村新設、北安曇郡池田町・東筑摩郡明科町に編入のため
- 東筑摩郡（旧）生坂村 （1957年3月31日）東筑摩郡生坂村新設のため
- 南佐久郡（旧）臼田町 （1957年4月1日）南佐久郡臼田町新設のため
- 南佐久郡田口青沼村 （1957年4月1日）南佐久郡臼田町新設のため
- 下伊那郡大下条村 （1957年7月1日）下伊那郡阿南町新設のため
- 下伊那郡和合村 （1957年7月1日）下伊那郡阿南町新設のため
- 下伊那郡旦開村 （1957年7月1日）下伊那郡阿南町新設のため
- 下伊那郡市田村 （1957年7月1日）下伊那郡高森町新設のため
- 下伊那郡山吹村 （1957年7月1日）下伊那郡高森町新設のため
- 小県郡神科村 （1957年8月1日）上田市に編入のため
- 上水内郡（旧）戸隠村 （1957年8月1日）上水内郡戸隠村新設のため
- 上水内郡柵村 （1957年8月1日）上水内郡戸隠村新設のため
- 小県郡豊殿村 （1958年4月1日）上田市に編入のため
- 北安曇郡北小谷村 （1958年4月1日）北安曇郡小谷村新設のため
- 北安曇郡中土村 （1958年4月1日）北安曇郡小谷村新設のため
- 北安曇郡南小谷村 （1958年4月1日）北安曇郡小谷村新設のため
- 上伊那郡藤沢村 （1958年4月1日）上伊那郡高遠町に編入のため
- 小県郡滋野村 （1958年4月10日）小県郡東部町に編入のため
- 上伊那郡片桐村 （1958年8月1日）上伊那郡中川村新設のため
- 上伊那郡南向村 （1958年8月1日）上伊那郡中川村新設のため
- 小県郡長村 （1958年10月1日）小県郡真田町新設のため
- 小県郡傍陽村 （1958年10月1日）小県郡真田町新設のため
- 小県郡本原村 （1958年10月1日）小県郡真田町新設のため
- 西筑摩郡神坂村 （1958年10月15日）岐阜県中津川市に編入のため（越境合併）
- 上高井郡川田村 （1959年4月1日）上高井郡若穂町新設のため
- 上高井郡保科村 （1959年4月1日）上高井郡若穂町新設のため
- 上高井郡綿内村 （1959年4月1日）上高井郡若穂町新設のため
- 東筑摩郡塩尻町 （1959年4月1日）塩尻市新設のため
- 東筑摩郡片丘村 （1959年4月1日）塩尻市新設のため
- 東筑摩郡広丘村 （1959年4月1日）塩尻市新設のため
- 東筑摩郡宗賀村 （1959年4月1日）塩尻市新設のため
- 東筑摩郡筑摩地村 （1959年4月1日）塩尻市新設のため
- 上伊那郡伊那里村 （1959年4月1日）上伊那郡長谷村新設のため
- 上伊那郡美和村 （1959年4月1日）上伊那郡長谷村新設のため
- 下伊那郡生田村 （1959年4月1日）下伊那郡松川町に編入のため
- 下伊那郡（旧）阿南町 （1959年4月1日）下伊那郡阿南町新設のため
- 下伊那郡富草村 （1959年4月1日）下伊那郡阿南町新設のため
- 更級郡篠ノ井町 （1959年5月1日）篠ノ井市新設のため
- 更級郡塩崎村 （1959年5月1日）篠ノ井市新設のため
- 埴科郡屋代町 （1959年6月1日）更埴市新設のため
- 埴科郡埴生町 （1959年6月1日）更埴市新設のため
- 更級郡稲荷山町 （1959年6月1日）更埴市新設のため
- 更級郡八幡村 （1959年6月1日）更埴市新設のため
- 北佐久郡本牧町 （1959年8月1日）北佐久郡望月町新設のため
- 北佐久郡布施村 （1959年8月1日）北佐久郡望月町新設のため
- 北佐久郡協和村 （1959年8月1日）北佐久郡望月町新設のため
- 北佐久郡春日村 （1959年8月1日）北佐久郡望月町新設のため

## 1960年～1969年
1965年にいわゆる旧・合併特例法が制定された。
- 更級郡村上村 （1960年4月1日）埴科郡坂城町に編入のため
- 下伊那郡木沢村 （1960年4月1日）下伊那郡南信濃村新設のため
- 下伊那郡遠山村 （1960年4月1日）下伊那郡南信濃村新設のため
- 西筑摩郡吾妻村 （1961年1月1日）西筑摩郡南木曽町新設のため
- 西筑摩郡田立村 （1961年1月1日）西筑摩郡南木曽町新設のため
- 西筑摩郡読書村 （1961年1月1日）西筑摩郡南木曽町新設のため
- 上伊那郡小野村 （1961年3月31日）上伊那郡辰野町に編入のため
- 下伊那郡川路村 （1961年3月31日）飯田市に編入のため
- 南佐久郡野沢町 （1961年4月1日）佐久市新設のため
- 南佐久郡中込町 （1961年4月1日）佐久市新設のため
- 北佐久郡浅間町 （1961年4月1日）佐久市新設のため
- 北佐久郡東村 （1961年4月1日）佐久市新設のため
- 東筑摩郡洗馬村 （1961年6月28日）塩尻市に編入のため
- 下伊那郡上久堅村 （1964年3月31日）飯田市に編入のため
- 下伊那郡竜江村 （1964年3月31日）飯田市に編入のため
- 下伊那郡千代村 （1964年3月31日）飯田市に編入のため
- 上伊那郡河南村 （1964年4月1日）上伊那郡高遠町に編入のため
- 上伊那郡西春近村 （1965年4月1日）伊那市に編入のため
- 旧・長野市 （1966年10月16日）長野市新設のため
- 篠ノ井市 （1966年10月16日）長野市新設のため
- 更級郡川中島町 （1966年10月16日）長野市新設のため
- 更級郡更北村 （1966年10月16日）長野市新設のため
- 更級郡信更村 （1966年10月16日）長野市新設のため
- 埴科郡松代町 （1966年10月16日）長野市新設のため
- 上水内郡七二会村 （1966年10月16日）長野市新設のため
- 上高井郡若穂町 （1966年10月16日）長野市新設のため
- 西筑摩郡福島町 （1967年4月3日）西筑摩郡木曽福島町新設のため
- 西筑摩郡新開村 （1967年4月3日）西筑摩郡木曽福島町新設のため

## 1970年～1979年
- 小県郡塩田町 （1970年4月1日）上田市に編入のため
- 上高井郡東村 （1971年4月30日）須坂市に編入のため
- 小県郡川西村 （1973年4月1日）上田市に編入のため
- 東筑摩郡本郷村 （1974年5月1日）松本市に編入のため

## 1980年～1989年
- 下伊那郡鼎町 （1984年12月1日）飯田市に編入のため

## 1990年～1999年
- 下伊那郡上郷町 （1993年7月1日）飯田市に編入のため

## 2000年～2009年
2000年に地方自治法改正、地方分権一括法制定などを受け、当時の与党三党により市町村合併が推進されることが閣議決定された。これを受けて、2001年から2005年前後にかけて全国的に大規模に合併が推進された。いわゆる「平成の大合併」に相当する時期である。
- 更埴市 （2003年9月1日）千曲市新設のため
- 更級郡上山田町 （2003年9月1日）千曲市新設のため
- 埴科郡戸倉町 （2003年9月1日）千曲市新設のため
- 小県郡東部町 （2004年4月1日）東御市新設のため
- 北佐久郡北御牧村 （2004年4月1日）東御市新設のため
- 更級郡大岡村 （2005年1月1日）長野市に編入のため
- 上水内郡豊野町 （2005年1月1日）長野市に編入のため
- 上水内郡戸隠村 （2005年1月1日）長野市に編入のため
- 上水内郡鬼無里村 （2005年1月1日）長野市に編入のため
- 木曽郡山口村 （2005年2月13日）岐阜県中津川市に編入のため（越境合併）
- 南佐久郡佐久町 （2005年3月20日）南佐久郡佐久穂町新設のため
- 南佐久郡八千穂村 （2005年3月20日）南佐久郡佐久穂町新設のため
- 東筑摩郡四賀村 （2005年4月1日）松本市に編入のため
- 南安曇郡奈川村 （2005年4月1日）松本市に編入のため
- 南安曇郡安曇村 （2005年4月1日）松本市に編入のため
- 南安曇郡梓川村 （2005年4月1日）松本市に編入のため
- 旧・中野市 （2005年4月1日）中野市新設のため
- 下水内郡豊田村 （2005年4月1日）中野市新設のため
- 木曽郡楢川村 （2005年4月1日）塩尻市に編入のため
- 旧・佐久市 （2005年4月1日）佐久市新設のため
- 南佐久郡臼田町 （2005年4月1日）佐久市新設のため
- 北佐久郡浅科村 （2005年4月1日）佐久市新設のため
- 北佐久郡望月町 （2005年4月1日）佐久市新設のため
- 下伊那郡上村 （2005年10月1日）飯田市に編入のため
- 下伊那郡南信濃村 （2005年10月1日）飯田市に編入のため
- 南安曇郡豊科町 （2005年10月1日）安曇野市新設のため
- 南安曇郡穂高町 （2005年10月1日）安曇野市新設のため
- 南安曇郡三郷村 （2005年10月1日）安曇野市新設のため
- 南安曇郡堀金村 （2005年10月1日）安曇野市新設のため
- 東筑摩郡明科町 （2005年10月1日）安曇野市新設のため
- 小県郡長門町 （2005年10月1日）小県郡長和町新設のため
- 小県郡和田村 （2005年10月1日）小県郡長和町新設のため
- 上水内郡牟礼村 （2005年10月1日）上水内郡飯綱町新設のため
- 上水内郡三水村 （2005年10月1日）上水内郡飯綱町新設のため
- 東筑摩郡坂井村 （2005年10月11日）東筑摩郡筑北村新設のため
- 東筑摩郡坂北村 （2005年10月11日）東筑摩郡筑北村新設のため
- 東筑摩郡本城村 （2005年10月11日）東筑摩郡筑北村新設のため
- 木曽郡木曽福島町 （2005年11月1日）木曽郡木曽町新設のため
- 木曽郡日義村 （2005年11月1日）木曽郡木曽町新設のため
- 木曽郡開田村 （2005年11月1日）木曽郡木曽町新設のため
- 木曽郡三岳村 （2005年11月1日）木曽郡木曽町新設のため
- 北安曇郡八坂村 （2006年1月1日）大町市に編入のため
- 北安曇郡美麻村 （2006年1月1日）大町市に編入のため
- 下伊那郡浪合村 （2006年1月1日）下伊那郡阿智村に編入のため
- 旧・上田市 （2006年3月6日）上田市新設のため
- 小県郡丸子町 （2006年3月6日）上田市新設のため
- 小県郡真田町 （2006年3月6日）上田市新設のため
- 小県郡武石村 （2006年3月6日）上田市新設のため
- 旧・伊那市 （2006年3月31日）伊那市新設のため
- 上伊那郡高遠町 （2006年3月31日）伊那市新設のため
- 上伊那郡長谷村 （2006年3月31日）伊那市新設のため
- 下伊那郡清内路村 （2009年3月31日）下伊那郡阿智村に編入のため

## 2010年～
2005年にいわゆる新・合併特例法が制定されたが、2010年に改正法が施行され、2000年以降の政府が主導する市町村合併推進が2010年を以て終了した。
- 上水内郡中条村 （2010年1月1日）長野市に編入のため
- 上水内郡信州新町 （2010年1月1日）長野市に編入のため
- 東筑摩郡波田町 （2010年3月31日）松本市に編入のため